# FIBA Diamond Ball
FIBA Diamond Ball är en basketturnering som spelas olympiska år, inför de olympiska turneringarna. Herrturneringen hade premiär år 2000, damturneringen 2004.

## Resultat

### Herrar
| 2000 Detaljer | Hongkong                                 | Australien             | 78–71 | Jugoslavien | Italien   | 82–74 | Kanada |
| 2004 Detaljer | Belgrad, Serbien, Serbien och Montenegro | Serbien och Montenegro | 93–80 | Litauen     | Argentina | 84–74 | Kina   |
| 2008 Detaljer | Nanking, Kina                            | Argentina              | 95–91 | Australien  | Kina      | 75–46 | Iran   |

### Damer
| 2004 Detaljer | Heraklion, Grekland | Australien | 74–70 | Kina       | Brasilien | 73–70 | Grekland |
| 2008 Detaljer | Haining, Kina       | USA        | 71–67 | Australien | Kina      | 63–51 | Lettland |